# Hôtel de Crillon

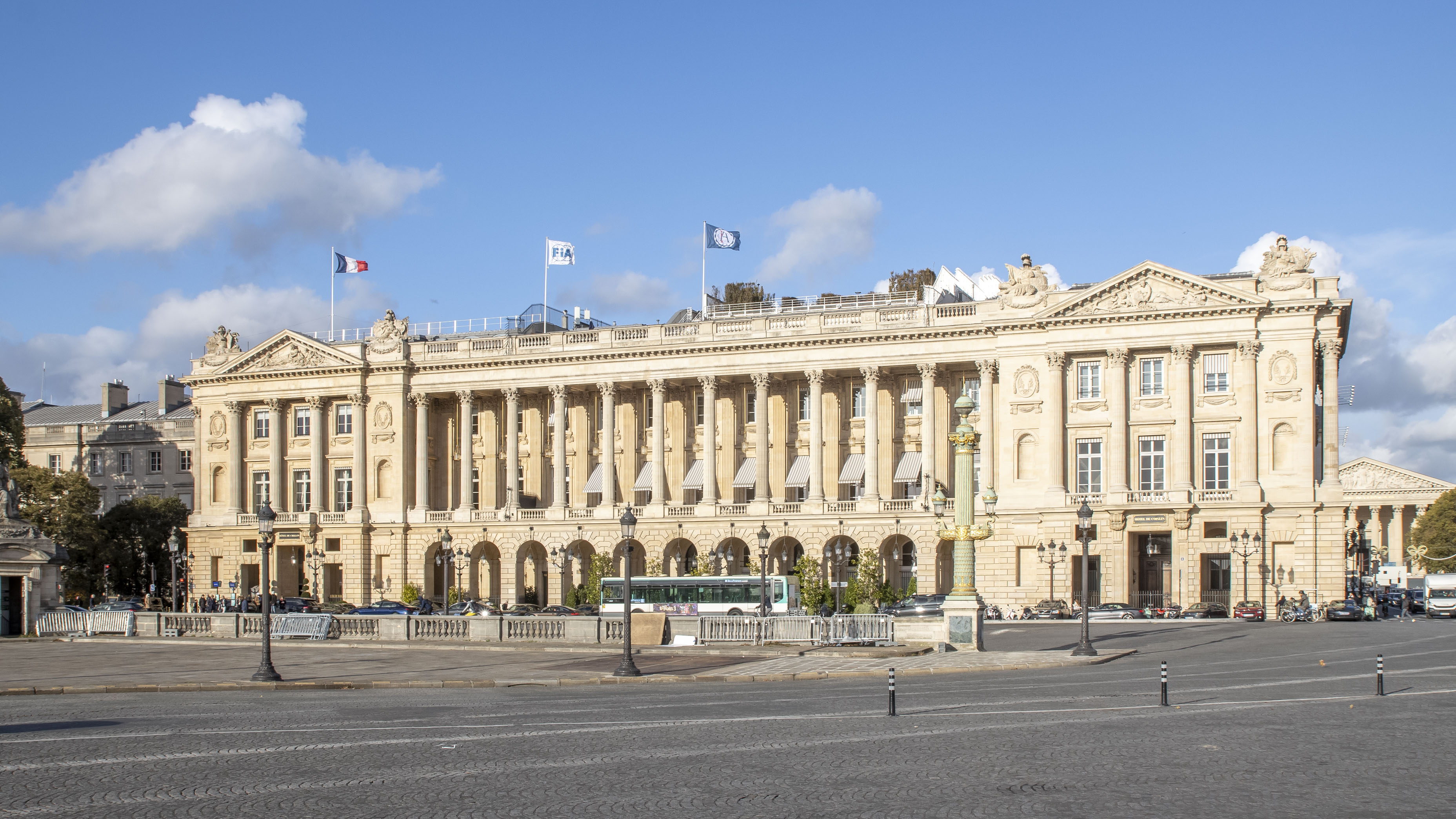
Hôtel de Crillon

Het Hôtel de Crillon is een luxueus hotel aan de Place de la Concorde in Parijs. Het is sinds 2010 in het bezit van de koninklijke familie van Saoedi-Arabië.

## Geschiedenis
De geschiedenis van het hotel voert terug tot de tijd van koning Lodewijk XV. De imposante voorgevel (1775) is, net als de hele aanleg van het plein, het werk van de architect Ange-Jacques Gabriel. Een salon werd gebouwd door architect Louis-François Trouard. Marie-Antoinette, de echtgenote van Lodewijk XVI zou er volgens de legende pianoles gekregen hebben. 
Van 1788 tot 1904 was het gebouw eigendom van de hertogen de Crillon, die er resideerden en het hun naam gaven. In 1907 werd het gebouw verkocht en omgebouwd tot luxehotel.
In 1925 vond in het hotel een transactie plaats waarmee de oplichter Victor Lustig de Eiffeltoren aan een schroothandelaar verkocht.
Elk jaar werd in het hotel het Bal des Débutantes, een liefdadigheidsbal, gehouden.
Het hotel beschikte vóór de sluiting van 2013-2017 over 103 kamers en 44 suites. De meest luxe suite lag op de bovenste verdieping en was vernoemd naar Leonard Bernstein.
- Bibliothèque nationale de France: cb125138113 (data)
- International Standard Name Identifier: 0000 0001 2202 9734
- Library of Congress Control Number: n96062916
- Système universitaire de documentation: 034376305
- Virtual International Authority File: 168306584